# Europese weg 933
De Europese Weg 933 of E933 is een weg die uitsluitend door Italië loopt.
De weg die over het Italiaanse eiland Sicilië loopt, begint bij de aansluiting met de E90 bij Alcamo en loopt door tot Trapani bij het veer naar Cagliari op Sardinië.
De E933 volgt de zelfde route als de A29dir.